# 肝付兼善
肝付 兼善（きもつき かねよし）は、江戸時代後期の薩摩藩士。肝付氏の庶流・喜入肝付家第10代当主。父は肝付兼般。

## 略歴
父は肝付兼般。薩摩国喜入領主。中郷（現在の薩摩川内市中郷）地頭職を勤めた。家督相続前に文化5年（1808年）7月26日に生まれた島津斉興の娘・於富と婚約していたが、文化12年（1816年）に早世。
肝付3男家とも言われ、この家は、子沢山の家系であり、他の上級家臣が島津家の子を養子として押し付けられているのに対して、逆に島津分家や家臣の家に養子を出してきた家である。例えば、島津家準4男家の祖で島津久房（島津重年外祖父）の実兄久記の家督はこの家出身の久通（肝付兼柄の子）が継いでいる。
兼善も同じく子沢山であり、安政2年（1855年）急死した小松清猷の養子に四男・尚五郎を出している。尚五郎は清猷妹千賀の婿になる。これが後の薩摩藩家老小松清廉（帯刀）である。他の子息も他家へ養子に出されている。

## 宅地
「鹿児島城下絵図散歩」によると、現在の鹿児島市山下町及び荒田二丁目に「肝付主殿」の宅地があった。山下町の方は2224坪。荒田の方は1町4反1畝5歩であった。安政6年には「肝付左門」が両方とも相続したようだ。ただし、荒田の方は1町3反5畝23歩になっていた。

## 親族
- 父：兼般
- 母：二階堂蔀行充の娘
- 室：島津九䡄の娘、桂右衛門の娘　島津又左右衛門の娘
- 長男：兼両
- 次男：兼次（夭折）
- 三男：兼之（相良長洪の養子）
- 四男：兼戈（小松清猷の養子）
- 五男：兼文（山田有秀の養子）
- 六男：兼資（島津久厚の養子）
- 七男：兼愛（吉利久敬の養子）

## 関連作品
NHK大河ドラマ
- 『篤姫』（2008年）　演：榎木孝明